# Монотипія (графіка)

Моноти́пія — це різновид графіки, виконаний шляхом малювання на гладкій поверхні, яка не поглинає фарби. Поверхня (або матриця) історично складається з мідної пластини для гравюри, але в сучасних умовах може використовуватись також цинк, скло, органічне скло тощо. Після нанесення малюнка він переноситься на лист паперу шляхом притискання, зазвичай з використанням друкарського верстату.
Монотипії можна також створювати шляхом нанесення на цілу поверхню фарби з подальшим використанням пензлів чи ганчірок для усунення фарби та створення від'ємного зображення — тобто створення світла в ділянках непрозорого кольору. Фарба може бути на олійній або водяній основі. У випадку фарби на олійній основі папір може бути сухим, у разі чого зображення буде контрастнішим, або вологим, що дозволяє отримати приблизно на 10% більше тональностей.
Монотипія дозволяє отримати унікальний відтиск; більшість фарби залишається на папері після притискання. Іноді можна зробити подальші відтиски, але вони істотно відрізнятимуться від першого і загалом вважаються нижчої якості. Другий відтиск з тієї самої плати називається «привидом». Для прикрашання монотипового відтиску можуть використовуватися трафарети, акварельні фарби, розчинники, пензлі та інші засоби. Монотипії зазвичай виконуються спонтанно, без попереднього нарису.

## Історія

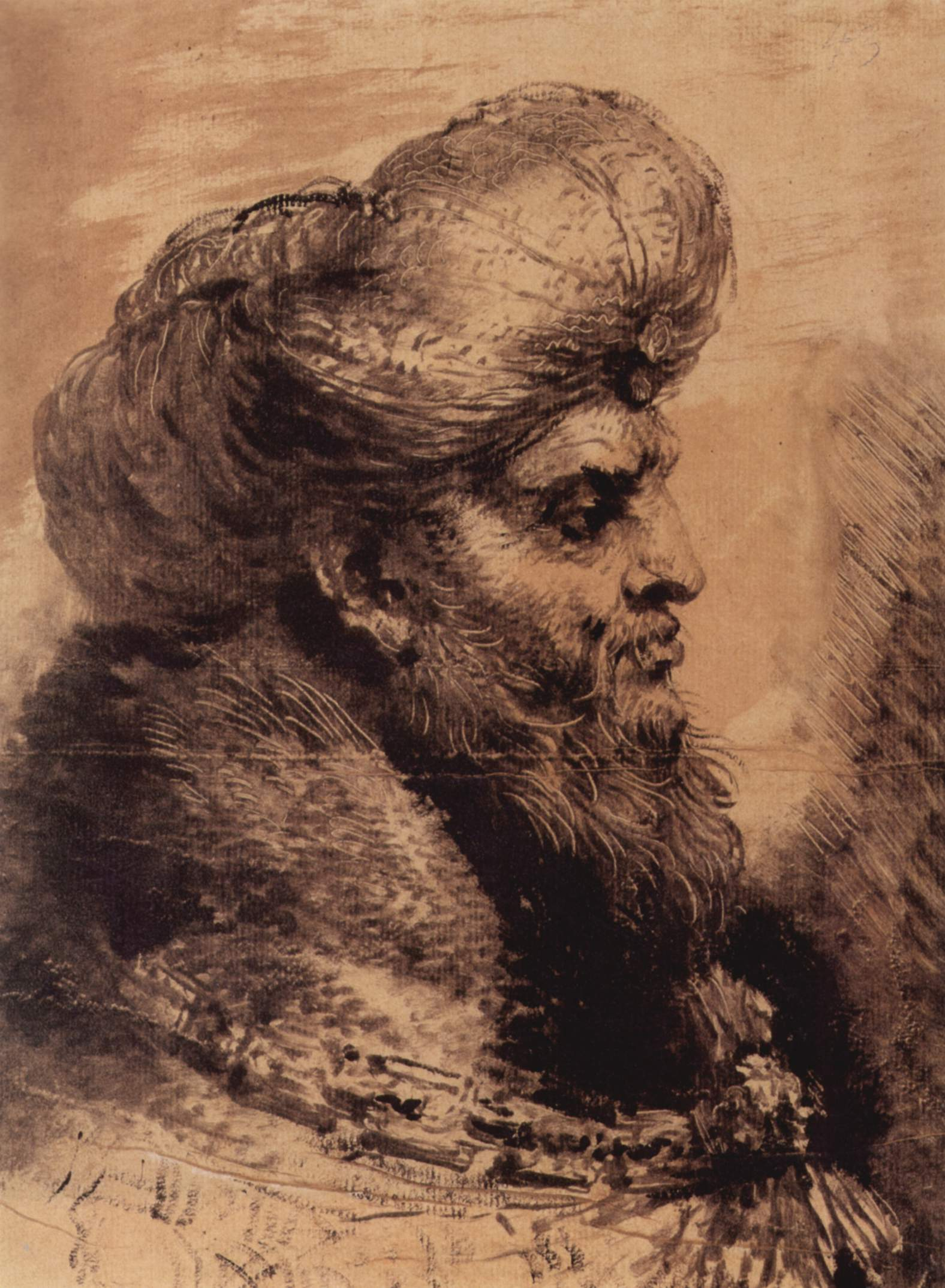
Монотипія, виконана Джованні Бенедетто Кастільйоне, (імовірно другий відбиток)

Процес монотипії було винайдено Джованні Бенедетто Кастільйоне (1609—1664), італійським малярем та гравером, який також відомий своїми замальовками пензлем, представленими як завершений кінцевий витвір мистецтва (а не як ескіз для іншої роботи). Він — єдиний з італійських майстрів, який винайшов техніку естампу. Він почав робити монотипії в 1640-их роках, типово працюючи від чорного до білого, і є автором біля двадцяти їх, які дійшли до нашого часу, і більшість з яких зображають нічні сцени (Тезей, який знаходить зброю свого батька, 1643 [Архівовано 8 лютого 2012 у Wayback Machine.]).
Вільям Блейк (1757—1827) винайшов іншу техніку монотипії. Малюючи на цупкому картоні жовтковою темперою, він створював одночасно як нові роботи, так і кольорові відтиски своєї графіки та книжкових ілюстрацій. Мало хто з художників користувався цією технікою аж до Деґа (1834—1917), який виконав декілька відбитків, часто працюючи над ним далі; Піссарро (1830—1903) також зробив декілька подібних творів.
Поль Гоген (1848—1903) користувався трохи іншою технікою, яка включала додачу контуру, пізніше запозичену Паулем Клее (1879—1940). У XX ст. техніка стала популярнішою.

## Зовнішні посилання
- Відео з поясненням процесу виконання монотипії (англійською) [Архівовано 7 серпня 2011 у Wayback Machine.]

 Вікісховище має мультимедійні дані за темою: Монотипія (графіка)